# Lauren C. Mayhew
Lauren Courtney Mayhew (ur. 27 listopada 1985 w Tampie, Floryda) – amerykańska śpiewaczka i aktorka. Grała w filmach m.in. American Pie i Szansie na sukces.

## ECW
Przez pewien czas była spikerką na WWE Ecw